# Sarije
Sarije (cyr. Сарије) – wieś w Bośni i Hercegowinie, w Republice Serbskiej, w gminie Ugljevik. W 2013 roku liczyła 28 mieszkańców.